# Which Woman?
Which Woman? è un film del 1918 diretto da Tod Browning e Harry A. Pollard, tratto dal racconto breve Nobody's Bride di Evelyn Campbell pubblicato su All-Story Weekly.
La Universal produsse nel 1923 una seconda versione cinematografica del racconto di Evelyn Campbell con il film Nobody's Bride che venne diretto da Herbert Blaché.

## Trama
Peter Standish obbliga la figlia Doris alle nozze con l'anziano milionario Cyrus W. Hopkins. Ma la ragazza, prima della cerimonia, si allontana da casa. Per scappare, Doris chiede un passaggio all'autista di un'auto parcheggiata vicino a casa sua. Il guidatore è Jimmy Nevin che si trova lì perché sta concertando un piano per vendicarsi di Hopkins che ha rovinato finanziariamente suo padre. Insieme a una banda di ladri, Jimmy ha organizzato il furto dei gioielli della sposa e dei regali di nozze. Nevin porta Doris nel covo dei ladri ma lei riesce a scappare, andando alla polizia. I ladri vengono arrestati, mentre Jimmy la sposa dopo che, in fuga, si dichiarano il loro amore reciproco.

## Produzione
Per il film, prodotto dall'Universal Film Manufacturing Company (come Bluebird Photoplays), prima di essere distribuito furono usati i titoli di lavorazione Nobody's Bride e Woman Against Woman.
Il regista Harry Pollard cadde ammalato durante le riprese, venendo sostituito da Tod Browning.

## Distribuzione
Il copyright del film, richiesto dalla Bluebird Photoplays, Inc., fu registrato il 6 giugno 1918 con il numero LP12494.

Distribuito dall'Universal Film Manufacturing Company (come Bluebird Photoplays), uscì nelle sale cinematografiche statunitensi il 10 giugno 1918. In Francia uscì con il titolo Quelle femme!, in Svezia, distribuito il 9 dicembre 1921, con quello di Ett bröllop utan brud.

### Conservazione
Non si conoscono copie ancora esistenti della pellicola che viene considerata presumibilmente perduta.